# 현산면
현산면(縣山面)은 대한민국 전라남도 해남군의 면이다.

## 행정 구역
- 고현리(古縣里)
- 구산리(九山里)
- 구시리(九市里)
- 덕흥리(德興里)
- 만안리(萬安里)
- 백포리(白浦里)
- 월송리(月松里)
- 읍호리(揖湖里)
- 일평리(日平里)
- 조산리(造山里)
- 초호리(草湖里)
- 황산리(黃山里)

## 교육
- 현산초등학교
  - 신안분교 (폐교) : 고산로 1296 (구시리)
- 현산서초등학교 (폐교) : 장등길 162 (백포리)
- 현산남초등학교
- 현산중학교